# Bruto Tessari
Bruto Tessari (Padova, 10 giugno 1887 – Vicenza, 12 giugno 1956) è stato un calciatore e arbitro di calcio italiano, di ruolo portiere.

## Carriera

Tessari è il giocatore indicato con il numero 2

Con la maglia del Padova gioca 3 partite contro l'Hellas Verona e Vicenza per due volte. Gioca ancora 2 partite nella "Coppa delle esposizioni" contro il Milan e ancora Vicenza per un totale di 5 partite e 7 gol subiti in maglia biancoscudata.
Quasi nello stesso periodo veste anche la maglia del Vicenza. Appare per la prima volta nel torneo organizzato a Venezia il 27 dicembre 1908 vinto dai berici, dove partecipano solo le seconde squadre. Nell'aprile del 1909 scende nuovamente in campo nella terza edizione della "Coppa Vicenza", vinta ancora dai vicentini che sconfiggono il Padova.
Nel campionato veneto-emiliano 1910-1911 sarà il portiere titolare mentre nella successiva stagione in Prima Categoria 1911-1912 si alternerà tra i pali con Costa e Zanon.

## Arbitro
Iniziò ad arbitrare nel 1910, e fu chiamato a dirigere gare di calcio fino al 1916, stagione in cui malgrado la cessazione dell'attività ufficiale per lo scoppio della grande guerra fu disputata la Coppa Federale.
Nel 1948 in occasione del 50º anniversario della F.I.G.C. fu insignito del titolo di pioniere del calcio italiano.